# لوئیس لاکه-تاک
لوئیس لاکه-تاک (انگلیسی: Louise Lake-Tack؛ زادهٔ ۲۶ ژوئیهٔ ۱۹۴۴) یک سیاست‌مدار اهل آنتیگوا و باربودا است.